# オントナゴン郡 (ミシガン州)

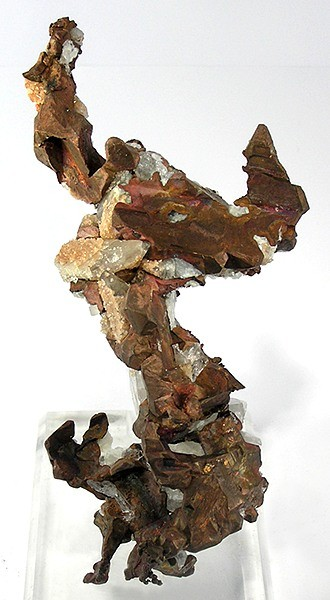
オントナゴン郡から出土した自然銅

オントナゴン郡（英: Ontonagon County、[ˌɒntəˈnɑːɡən] ON-tə-NAH-gən）は、アメリカ合衆国ミシガン州アッパー半島の西部に位置する郡である。2010年国勢調査での人口は6,780人であり、2000年の7,818人から8.7%減少した。郡庁所在地はオントナゴン村（人口1,494人）であり、同郡で人口最大かつ唯一の自治体でもある。
オントナゴン郡は1843年に設立され、1848年に組織化された。元はチッペワ郡とマキナック郡の一部だった。その後ゴギービック郡を設立するために一部が割譲された。郡名はインディアンの言葉で「猟をする川」を意味する "Nondon-organ" から採られたとされている。フランス人が作った1670年の地図には "Nantounagon" と呼ばれる川が掲載されている。またオジブワ族の言葉で「皿」あるいは「椀」を意味する "onagon" から採られたという説もある。

## 地理
アメリカ合衆国国勢調査局に拠れば、郡域全面積は3,741.45平方マイル (9,690.3 km2)であり、このうち陸地1,311.53平方マイル (3,396.8 km2)、水域は2,429.92 平方マイル (6,293.5 km2)で水域率は64.95%である。西経89度線上にあり、東部標準時を採用する郡として国内では最も西にある。

### 特徴有る地形
- スペリオル湖
- ゴギービック湖、アッパー半島の内陸では最大の湖
- コーズ池
- オントナゴン川
- ファイアスティール川
- フリントスティール川
- ハーフウェイ・クリーク
- タウンライン・クリーク
- メイプルリーフ・クリーク

### 主要高規格道路
- アメリカ国道45号線
- ミシガン州道26号線
- ミシガン州道28号線
- ミシガン州道38号線
- ミシガン州道64号線

### 隣接する郡
- キーウィーノー郡 - 北東
- ホートン郡 - 東
- アイアン郡 - 南東
- ゴギービック郡 - 南
- アシュランド郡 (ウィスコンシン州) - 西、スペリオル湖の対岸
- クック郡 (ミネソタ州) - 北西、スペリオル湖の対岸

### 国立保護地域
- キーウィーノー国立歴史公園（部分）
- オタワ国立の森（部分）

## 人口動態
以下は2000年の国勢調査による人口統計データである。
| 基礎データ - 人口: 7,818人 - 世帯数: 3,456 世帯 - 家族数: 2,225 家族 - 人口密度: 2人/km2（6人/mi2） - 住居数: 5,404軒 - 住居密度: 2軒/km2（4軒/mi2） 人種別人口構成 - 白人: 97.25% - アフリカン・アメリカン: 0.03% - ネイティブ・アメリカン: 0.96% - アジア人: 0.18% - 太平洋諸島系: 0.03% - その他の人種: 0.31% - 混血: 1.25% - ヒスパニック・ラテン系: 0.74% 先祖による構成 - フィンランド系：33.5% - ドイツ系：15.0% - ポーランド系：6.6% - イギリス系：6.0% - アイルランド系：5.1% - フランス系：5.0% 言語による構成 - 英語：93.5% - フィンランド語：4.6% | 年齢別人口構成 - 18歳未満: 20.2% - 18-24歳: 4.7% - 25-44歳: 23.3% - 45-64歳: 30.2% - 65歳以上: 21.6% - 年齢の中央値: 46歳 - 性比（女性100人あたり男性の人口） - 総人口: 102.7 - 18歳以上: 101.5 世帯と家族（対世帯数） - 18歳未満の子供がいる: 23.6% - 結婚・同居している夫婦: 53.6% - 未婚・離婚・死別女性が世帯主: 6.3% - 非家族世帯: 35.6% - 単身世帯: 31.5% - 65歳以上の老人1人暮らし: 16.0% - 平均構成人数 - 世帯: 2.21人 - 家族: 2.75人 収入と家計 - 収入の中央値 - 世帯: 29,552米ドル - 家族: 36,690米ドル - 性別 - 男性: 31,884米ドル - 女性: 21,121米ドル - 人口1人あたり収入: 16,695米ドル - 貧困線以下 - 対人口: 10.4% - 対家族数: 5.8% - 18歳未満: 12.9% - 65歳以上: 10.1% |

## 郡政府
郡政府は郡監獄の運営、地方道の維持、地方裁判所の運営、重要記録と資産記録の維持、公衆衛生規制の管理、福祉など社会サービスの項目で州の施策への参加を行う。郡政委員会は予算を管理するが、法や条例を作るのは限定付き権限である。ミシガン州では、警察と消防、建設と区画割、税評価、街路維持など地方政府の大半機能は個々の都市と郡区の責任である。

## 郡区
オントナゴン郡は下記11の郡区に分割されている。
| - バーグランド - ボヘミア - カープレイク | - グリーンランド - ヘイト - インテリア | - マッチウッド - マクミラン - オントナゴン | - ロックランド - スタナード |

## 村と町
- オントナゴン - 郡庁所在地

### 未編入の町
| - アゲイト - バーグランド - ブルースクロッシング | - ユーエン - マッチウッド - ポールディング | - ペインズビル - トラウトクリーク - ホワイトパイン |